# Burma-Muntjak

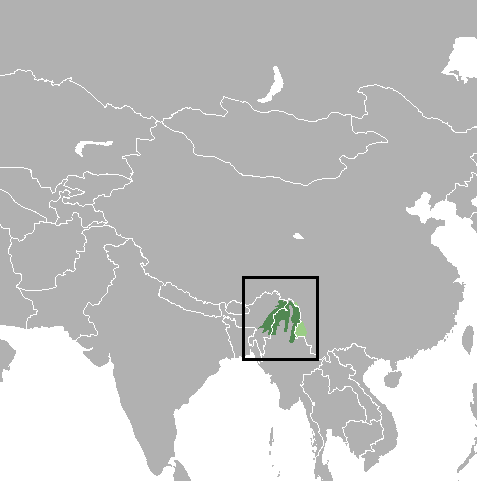
Verbreitungsgebiet (grün)

Der Burma-Muntjak (Muntiacus putaoensis) ist eine Hirschart aus der Gruppe der Muntjaks.
Burma-Muntjaks sind mit rund 12 Kilogramm Gewicht die kleinsten Vertreter der Muntjaks und zählen zu den kleinsten Hirscharten überhaupt. Das Geweih, das nur die Männchen tragen, besteht aus zwei kurzen, unverzweigten Stangen. Im Gegensatz zu anderen Muntjakarten ist bei dieser Art bislang kein Geschlechtsdimorphismus in der Länge der Eckzähne bekannt. Das Fell ist kastanienbraun gefärbt und nicht gemustert.
Das Verbreitungsgebiet dieser Tiere umfasst den äußersten Norden Myanmars, wo sie im Kachin-Staat leben, sowie den indischen Bundesstaat Arunachal Pradesh. Möglicherweise kommen sie auch in angrenzenden Regionen Chinas vor. Ihren Namen verdanken sie der myanmarischen Stadt Putao, in deren Nähe die ersten Exemplare gefunden wurden.
Lebensraum dieser Tiere sind Wälder, sie kommen in 700 bis 1200 Meter Seehöhe vor. Ansonsten ist über ihre Lebensweise bislang wenig bekannt, Untersuchungen des Mageninhalts ergaben, dass sie sich vorwiegend von Früchten ernähren.
Wie einige andere Muntjak-Arten wurde der Burma-Muntjak erst in den 1990er-Jahren von westlichen Wissenschaftlern beschrieben. Zunächst waren nur die Bestände in Myanmar bekannt, erst im Jahr 2003 wurden die Tiere auch in Indien entdeckt. Die Bejagung und vermutlich auch die Lebensraumzerstörung stellen die Hauptbedrohungen dar, aufgrund des unklaren Verbreitungsgebietes – das größer sein könnte als bislang bekannt – listet die IUCN die Art unter „zu wenig Daten vorhanden“ (data deficient).
Die Volksgruppe der Lisu, die diese Muntjak-Art traditionell bejagt, kennt sie unter dem Namen Pedgi, was soviel bedeutet wie „Blatt-Hirsch“: Nur ein einziges, wenn auch großes Blatt eines lokalen Strauchs genügt, um ein Tier für den Transport einzuwickeln. In ihrem burmesischen Verbreitungsgebiet leben sie neben dem ebenfalls seltenen Schwarzen Muntjak, der sonst nur in China vorkommt. Mit den Behörden von Myanmar sowie der lokalen Bevölkerung wurden Tierschutzprogramme im Austausch gegen Gebrauchsgüter vereinbart.